# دیوید برابن
دیوید برابن (انگلیسی: David Braben؛ زادهٔ ۲ ژانویهٔ ۱۹۶۴) یک کارآفرین، طراح بازی، برنامه‌نویس و مهندس اهل بریتانیا است. وی از سال ۱۹۸۴ میلادی تاکنون مشغول فعالیت بوده‌است.